# Sphex guatemalensis
Sphex guatemalensis är en biart som beskrevs av Cameron 1888. Sphex guatemalensis ingår i släktet Sphex och familjen grävsteklar. Inga underarter finns listade i Catalogue of Life.